# إد جولد
إد جولد (بالإنجليزية: Edd Gould )‏ هو مؤدي صوتي ورسام رسوم متحركة بريطاني ولد بتاريخ 28 أوكتوبر 1988 في ايزلورث وتوفي بتاريخ 25 مارس 2012 في مدينة لندن بسبب سرطان الدم.ويعتبر هو صانع اول محتوي رسوم متحركة علي يوتيوب 
حيث فتح قناته عام 2006 عندما كان عمره 18 مع صديقيه